# باول هيرش
باول هيرش (بالإنجليزية: Paul Hirsch)‏ هو مونتير أمريكي، ولد في 14 نوفمبر 1945 في نيويورك في الولايات المتحدة.

## وصلات خارجية
- باول هيرش على موقع IMDb (الإنجليزية)
- باول هيرش على موقع روتن توميتوز (الإنجليزية)
- باول هيرش على موقع ألو سيني (الفرنسية)
- باول هيرش على موقع أول موفي (الإنجليزية)
- باول هيرش على موقع قاعدة بيانات الأفلام السويدية (السويدية)
- باول هيرش على موقع قاعدة بيانات الفيلم (الإنجليزية)
- باول هيرش على موقع كينوبويسك (الروسية)